# Shampoo
Shampoo er et flydende sæbeprodukt til hårvask. Shampoo er højtskummende for at fjerne snavs. Generelt har shampoo en sur pH på mellem 4,5 og 5,0, tilsvarende hårets egen pH. Der findes også tørshampoo. Sæbe til kroppen kaldes nogle gange for bodyshampoo.
| Kemi | Spire Denne artikel om kemi er en spire som bør udbygges. Du er velkommen til at hjælpe Wikipedia ved at udvide den. |